# Jimmy Jensen
Pour les articles homonymes, voir Jensen.
Peter Jimmy Jensen (né le 24 janvier 1988 à Södertälje en Suède) est un joueur professionnel suédois de hockey sur glace. Il évolue au poste d'ailier.

## Biographie

### Carrière en club
Formé au Grödinge SK, il rejoint les équipes de jeunes du Djurgårdens Hockey. Il joue son premier match en senior avec l'équipe première dans l'Elitserien en 2006. En 2007-2008, il tente une expérience en Amérique du Nord chez le Storm de Tri-City dans l'USHL. Il passe professionnel en 2008 chez le Huddinge IK dans l'Allsvenskan, le deuxième niveau suédois. Le club est relégué à la fin de la saison. Jensen joue alors jusqu'en 2013 dans la Division 1, le troisième échelon national. À l'automne 2013, alors qu'il joue pour le Hammarby IF, il est recruté par Luciano Basile, entraîneur des Diables rouges de Briançon, pour remplacer Lionel Tarantino, blessé au genou. En Coupe de France, les Diables rouges atteignent le stade des demi-finales où ils sont éliminés 2-4 face à Rouen. Briançon s'incline contre cette même équipe en demi-finale de Coupe de la Ligue. Le 22 décembre 2013, ils remportent 5-4 face à Grenoble le Winter Game, match de saison régulière de la Ligue Magnus disputé au Stade des Alpes. Deuxièmes de la saison régulière de la Ligue Magnus, les briançonnais éliminent Villard-de-Lans trois matchs à un puis Dijon en quatre matchs secs. Lors de la finale, Briançon affronte Angers et s'impose quatre victoires à trois. Au cours du septième et dernier match, le 6 avril 2014, les Ducs mènent 1-0 grâce à Braden Walls à la patinoire René-Froger. Les Diables rouges réagissent en supériorité numérique et l'emportent 5-1 avec une assistance de Jensen. Briançon décroche la Coupe Magnus, trophée récompensant le champion de France, pour la première fois de son histoire.

### Carrière internationale
Il représente la Suède en sélections jeunes.

## Statistiques

### En club
| Saison    | Équipe                     | Ligue        |    | Saison régulière | Saison régulière | Saison régulière | Saison régulière | Saison régulière |   | Séries éliminatoires | Séries éliminatoires | Séries éliminatoires | Séries éliminatoires | Séries éliminatoires |
| Saison    | Équipe                     | Ligue        | PJ | B                | A                | Pts              | Pun              | PJ               | B | A                    | Pts                  | Pun                  |                      |                      |
| 2005-2006 | Djurgårdens Hockey         | Elitserien   | 1  | 0                | 0                | 0                | 0                | -                | - | -                    | -                    | -                    |                      |                      |
| 2006-2007 | Djurgårdens Hockey         | Elitserien   | 1  | 0                | 0                | 0                | 0                | -                | - | -                    | -                    | -                    |                      |                      |
| 2007-2008 | IK Nyköpings Hockey        | Allsvenskan  | 2  | 0                | 0                | 0                | 0                | -                | - | -                    | -                    | -                    |                      |                      |
| 2007-2008 | Storm de Tri-City          | USHL         | 15 | 7                | 4                | 11               | 8                | -                | - | -                    | -                    | -                    |                      |                      |
| 2008-2009 | Huddinge IK                | Allsvenskan  | 44 | 6                | 6                | 12               | 92               | -                | - | -                    | -                    | -                    |                      |                      |
| 2009-2010 | Huddinge IK                | Division 1   | 29 | 18               | 24               | 42               | 39               | 2                | 0 | 2                    | 2                    | 0                    |                      |                      |
| 2010-2011 | Huddinge IK                | Division 1   | 37 | 22               | 23               | 45               | 32               | 7                | 2 | 2                    | 4                    | 0                    |                      |                      |
| 2011-2012 | Huddinge IK                | Division 1   | 39 | 14               | 26               | 40               | 37               | 6                | 2 | 2                    | 4                    | 2                    |                      |                      |
| 2012-2013 | Huddinge IK                | Division 1   | 39 | 3                | 15               | 18               | 18               | -                | - | -                    | -                    | -                    |                      |                      |
| 2013-2014 | Hammarby IF                | Division 1   | 7  | 2                | 4                | 6                | 4                | -                | - | -                    | -                    | -                    |                      |                      |
| 2013-2014 | Diables rouges de Briançon | Ligue Magnus | 21 | 5                | 11               | 16               | 4                | 11               | 1 | 3                    | 4                    | 4                    |                      |                      |
| 2014-2015 | Diables rouges de Briançon | Ligue Magnus | 26 | 8                | 7                | 15               | 4                | 8                | 4 | 2                    | 6                    | 4                    |                      |                      |
| 2015-2016 | Ferencváros TC             | MOL Liga     | 15 | 5                | 10               | 15               | 0                | -                | - | -                    | -                    | -                    |                      |                      |
| 2015-2016 | Ducs d'Angers              | Ligue Magnus | 15 | 6                | 3                | 9                | 4                | 13               | 1 | 4                    | 5                    | 20                   |                      |                      |
| 2016-2017 | Ducs de Dijon              | Ligue Magnus | 43 | 19               | 8                | 27               | 12               | 6 rel            | 4 | 1                    | 5                    | 14                   |                      |                      |
| 2017-2018 | Dundee Stars               | EIHL         | 55 | 17               | 16               | 33               | 22               | -                | - | -                    | -                    | -                    |                      |                      |
| 2018-2019 | Spartiates de Marseille    | Division 1   | 25 | 9                | 14               | 23               | 51               | 5                | 1 | 5                    | 6                    | 18                   |                      |                      |
| 2019-2020 | Spartiates de Marseille    | Division 1   | 26 | 5                | 14               | 19               | 31               | -                | - | -                    | -                    | -                    |                      |                      |

| Saison    | Équipe                     | Compétition |    | Saison régulière | Saison régulière | Saison régulière | Saison régulière | Saison régulière |   | Séries éliminatoires | Séries éliminatoires | Séries éliminatoires | Séries éliminatoires | Séries éliminatoires |
| Saison    | Équipe                     | Compétition | PJ | B                | A                | Pts              | Pun              | PJ               | B | A                    | Pts                  | Pun                  |                      |                      |
| 2013-2014 | Diables rouges de Briançon | CdlL        | 0  | 0                | 0                | 0                | 0                | 4                | 2 | 0                    | 2                    | 0                    |                      |                      |
| 2013-2014 | Diables rouges de Briançon | CdF         |    |                  |                  |                  |                  | 2                | 0 | 3                    | 3                    | 0                    |                      |                      |
| 2014      | Diables rouges de Briançon | MdC         | 1  | 0                | 1                | 1                | 2                |                  |   |                      |                      |                      |                      |                      |
| 2014-2015 | Diables rouges de Briançon | LdC         | 6  | 0                | 2                | 2                | 8                | -                | - | -                    | -                    | -                    |                      |                      |
| 2014-2015 | Diables rouges de Briançon | CdlL        | 6  | 1                | 5                | 6                | 2                | -                | - | -                    | -                    | -                    |                      |                      |
| 2014-2015 | Diables rouges de Briançon | CdF         | -  | -                | -                | -                | -                | 4                | 1 | 4                    | 5                    | 6                    |                      |                      |

### En équipe nationale
| Année | Compétition                          |   | PJ | B | A | Pts | Pun | +/-           |  | Résultat |
| 2006  | Championnat du monde moins de 18 ans | 6 | 0  | 2 | 2 | 0   | 0   | Sixième place |  |          |